# Campeonato Mundial de Voleibol Masculino de 1966
O Campeonato Mundial de Voleibol Masculino de 1966 foi a sexta edição do torneio, organizado pela FIVB. Foi realizado em Praga, Tchecoslováquia, de 30 de agosto a 11 de setembro de 1966.

## Classificação Final
| Posição           | Time               |
| ----------------- | ------------------ |
| Medalha de ouro   | Tchecoslováquia    |
| Medalha de prata  | Romênia            |
| Medalha de bronze | União Soviética    |
| 4                 | Alemanha Oriental  |
| 5                 | Japão              |
| 6                 | Polônia            |
| 7                 | Bulgária           |
| 8                 | Iugoslávia         |
| 9                 | China              |
| 10                | Hungria            |
| 11                | Estados Unidos     |
| 12                | Países Baixos      |
| 13                | Brasil             |
| 14                | Bélgica            |
| 15                | Turquia            |
| 16                | Itália             |
| 17                | Cuba               |
| 18                | França             |
| 19                | Finlândia          |
| 20                | Alemanha Ocidental |
| 21                | Mongólia           |
| 22                | Dinamarca          |

| Campeonato Mundial de Voleibol Masculino de 1966 |
| Campeão                                          |
| ------------------------------------------------ |
| Tchecoslováquia 2º Título                        |